# Oxyethira araya
Oxyethira araya is een schietmot uit de familie Hydroptilidae. De soort komt voor in het Nearctisch gebied.